# Grijze weg
Een grijze weg is een weg in Nederland waarbij onduidelijk is in welke wegcategorie van Duurzaam Veilig deze behoort. Grijze wegen bevatten meerdere kenmerken van verschillende wegcategorieën. Een veelvoorkomend voorbeeld is een wegbeheerder die de maximumsnelheid op een weg in een woonwijk verlaagt van 50 km/u naar 30 km/u maar de weg daarbij fysiek vrijwel niet aanpast aan de daarvoor geldende richtlijnen.
Er zijn diverse redenen waarom een weg een grijze weg is:
- De weginrichting is sinds de komst van Duurzaam Veilig nog niet aangepast.
- Complexe situaties in bijvoorbeeld historische binnensteden kunnen ervoor zorgen dat lastig een weg is aan te passen.
- De wegbeheerder wil bijvoorbeeld de weg wel aanpassen, maar heeft er geen financiële middelen voor.
- Politieke keuzes kunnen ervoor zorgen dat een weg grijs is zoals het verlagen van de maximumsnelheid zonder de weg fysiek aan te passen. Een wethouder wil bijvoorbeeld buurtbewoners tegemoetkomen.

Nadelen van grijze wegen voor de overheid zijn onder meer:
- De maximumsnelheid is niet altijd de handhaven. De kans dat een boete met succes aangevochten wordt bij de rechter is groot.
- De wegbeheerder kan juridisch (mede)verantwoordelijk worden gehouden bij een verkeersongeval.

## Geschiedenis
In 1992 werd met de start van Duurzaam Veilig een nieuwe categorisering voor Nederlandse wegen geïntroduceerd met de hoofdcategorieën. Vanaf dat punt is ook de problematiek rondom de grijze weg ontstaan. In 2008 deed Rijkswaterstaat een onderzoek onder niet-landelijke wegbeheerders naar de toepassing van de richtlijnen die waren opgesteld aan de hand van deze categorieën. Hieruit bleek dat meer dan de helft van de wegbeheerders van mening was dat de wegen niet uniform waren ingericht, mede door de grijze wegen. Wegbeheerders gaven aan dat ze bij sommige wegen niet wisten hoe ze de richtlijnen toe moesten passen, omdat deze niet in een categorie in te delen waren. In 2018 is de grijze weg in de visie van Duurzaam Veilig 3 terug te vinden. De visie stelt dat er problemen zijn rondom het inrichten van grijze wegen. Hier worden grijze wegen beschreven als wegen die meer dan één functie kennen in de praktijk. Het rapport gaat niet uitgebreid in op de oplossing voor grijze wegen.

## Voorbeelden

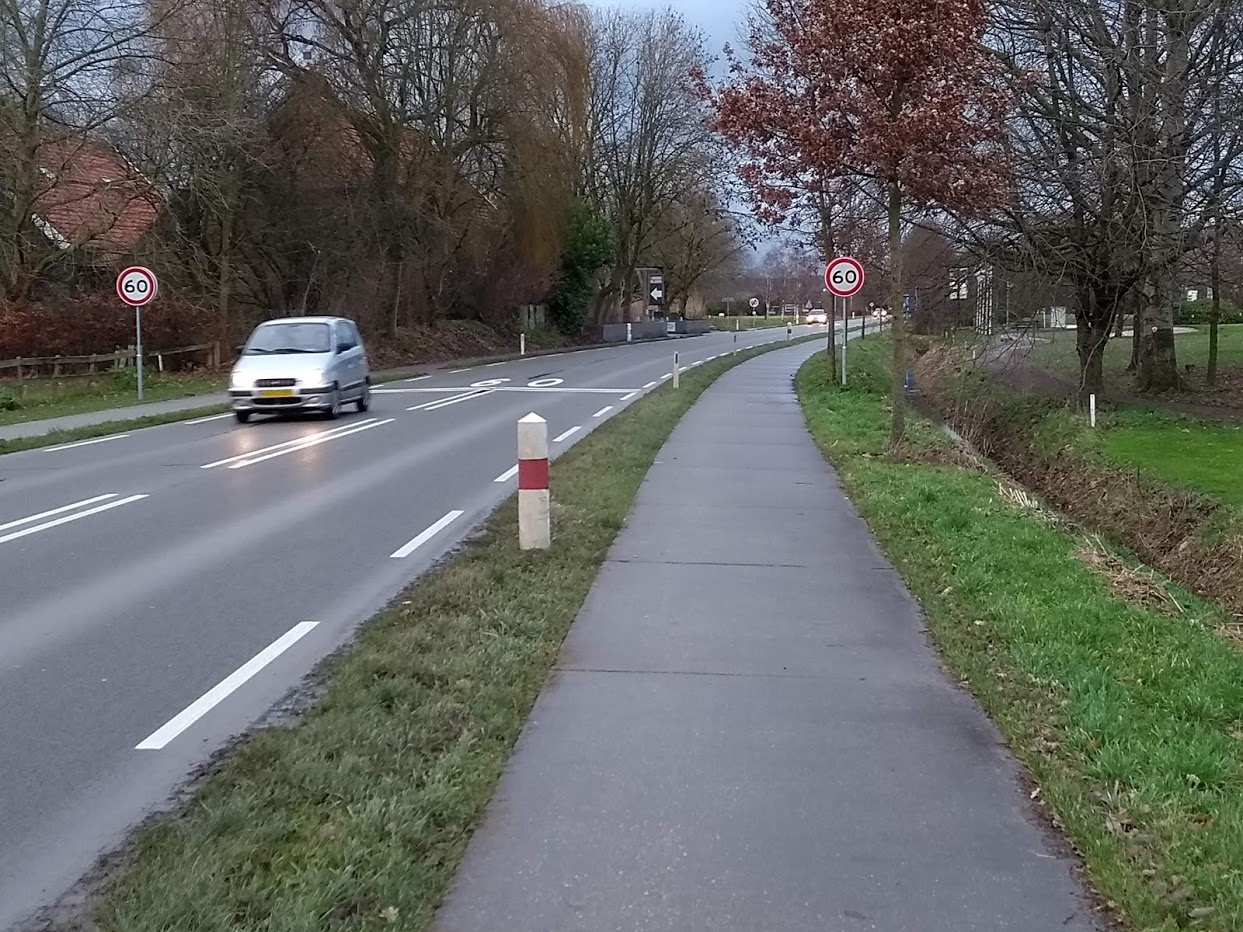
De maximumsnelheid wordt op dit punt verlaagd naar 60 km/u. Alleen de belijning is aangepast. Verder zijn er geen fysieke aanpassingen.
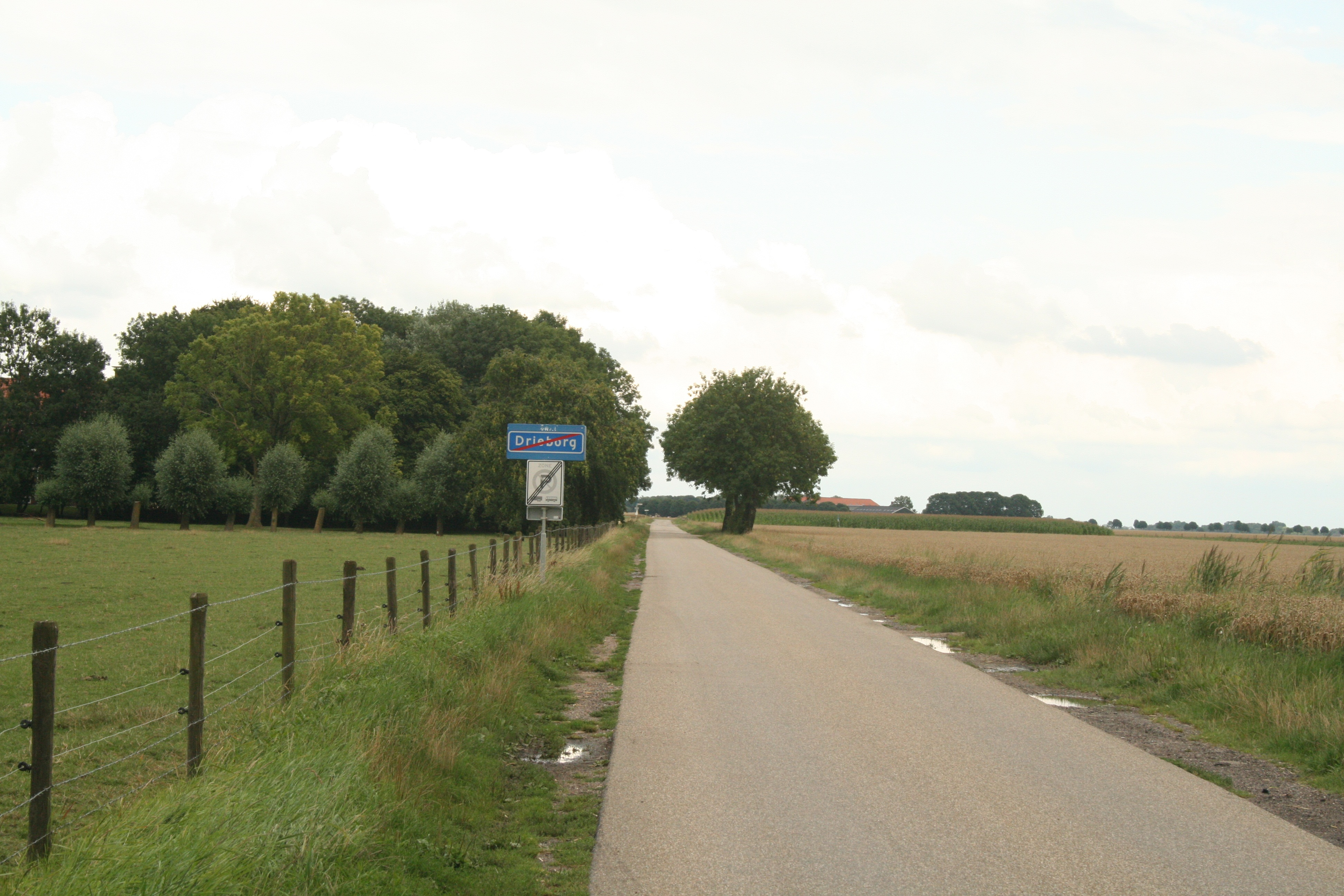
Zowel voor als voorbij de komgrens van Drieborg is de inrichting van de weg exact hetzelfde.
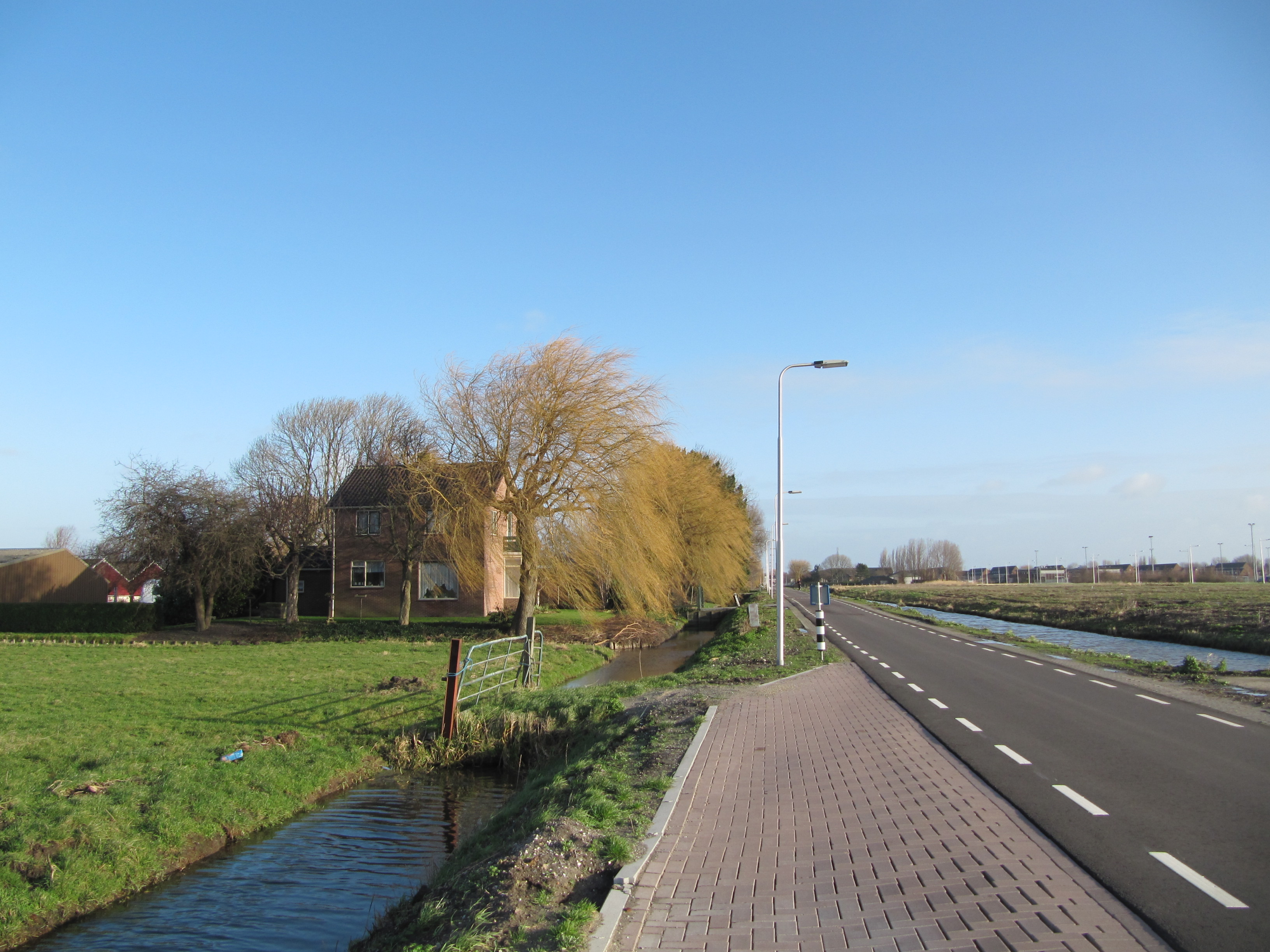
De Meerweg in Berkel en Rodenrijs is een erftoegangsweg met een maximumsnelheid van 30 km/u. Echter voldoet de weg in vrijwel geen enkel opzicht aan de richtlijnen van Duurzaam Veilig omtrent 30 km/u-wegen.
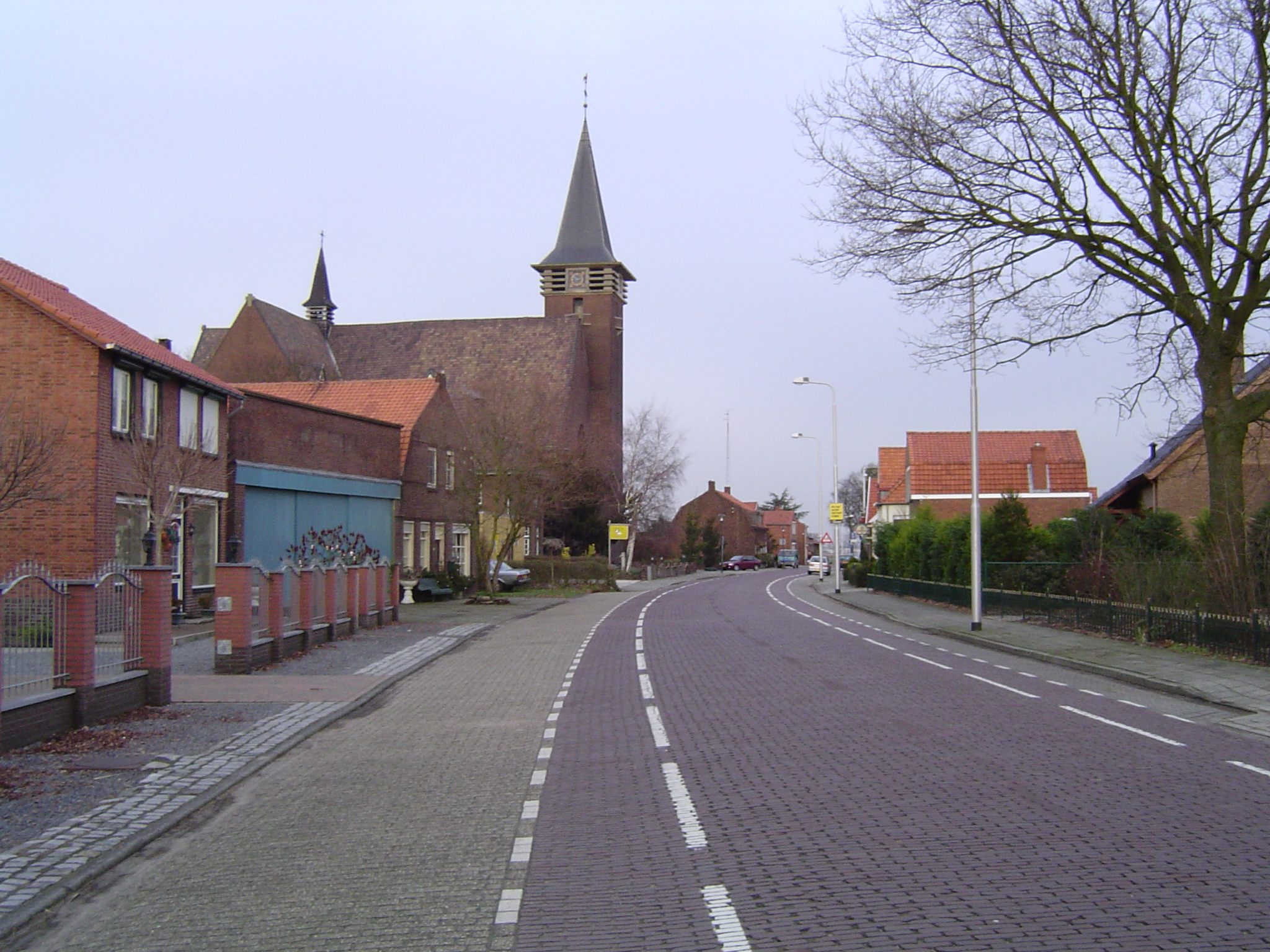
De Julianastraat in Heikant heeft zowel kenmerken van een erftoegangsweg als een gebiedsontsluitingsweg.
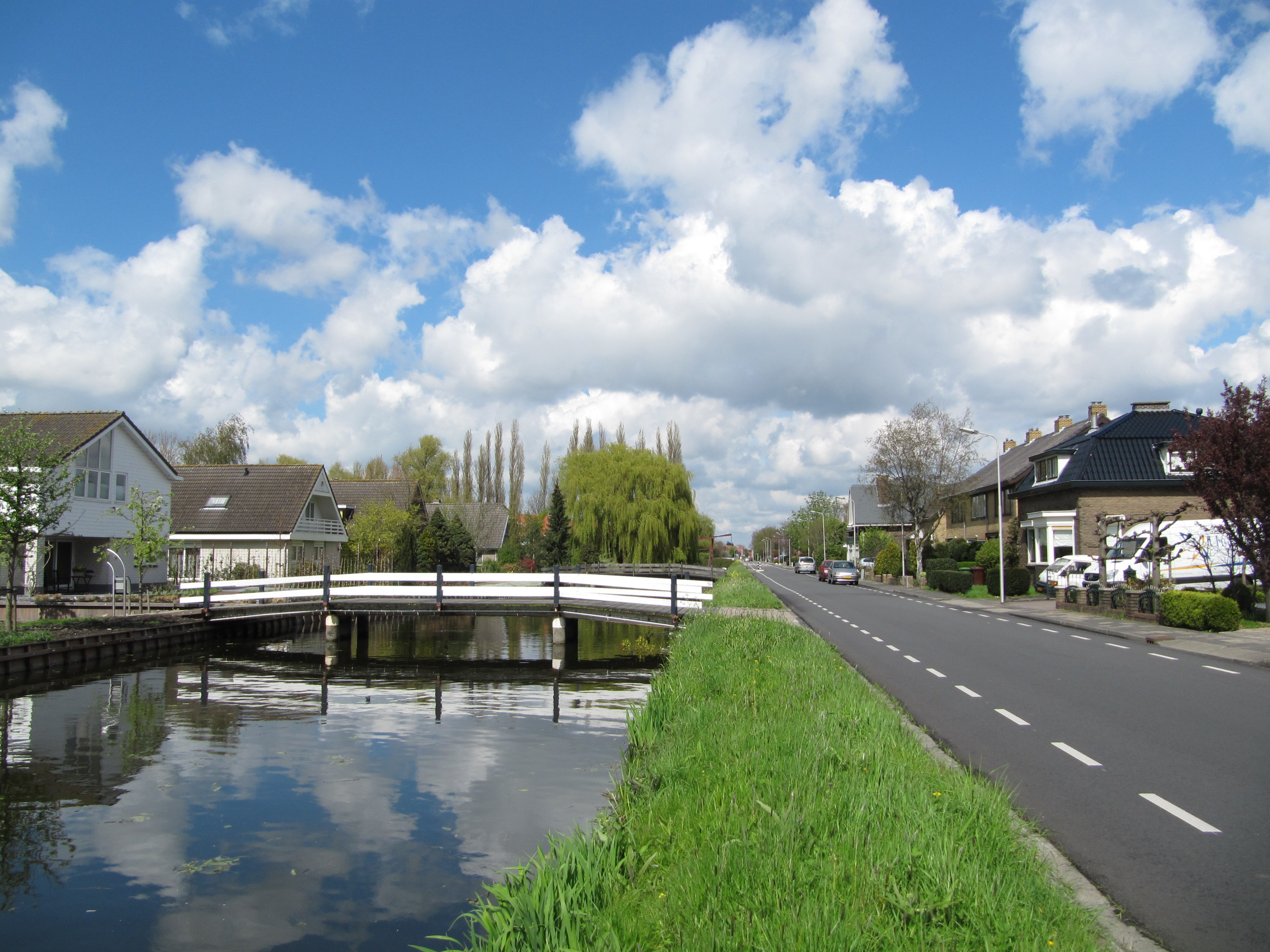
Op de Rodenrijseweg in Berkel en Rodenrijs is de maximumsnelheid verlaagd naar 30 km/u. Hierbij is er vrijwel geen fysieke aanpassing aan de weg gedaan.
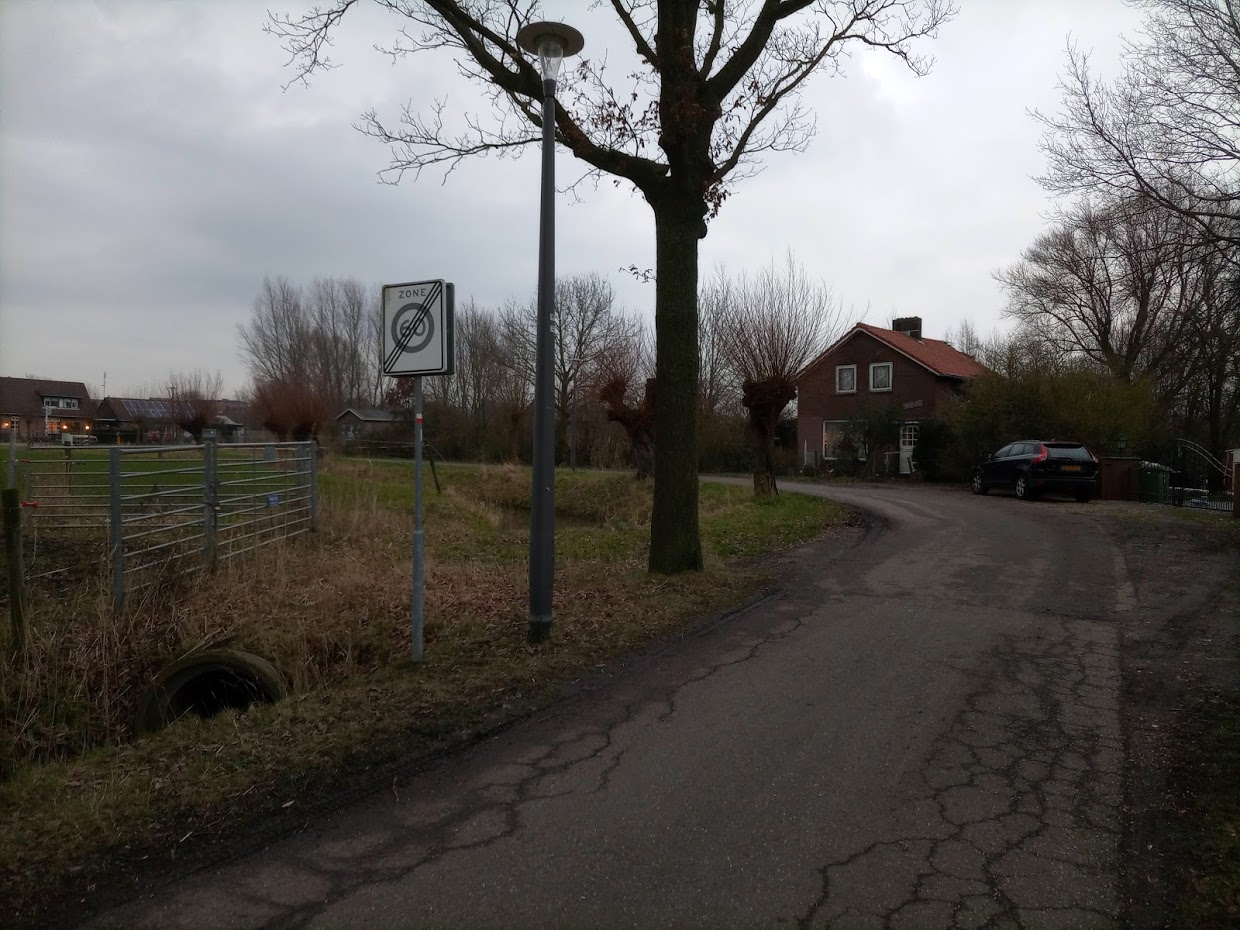
Voorbij het bord geldt een snelheidslimiet van 80 km/u. Echter voldoet de weg niet aan de richtlijnen passend bij de snelheidslimiet.